# Adligenswil
Adligenswil és un municipi del cantó de Lucerna (Suïssa), situat al districte de Lucerna.

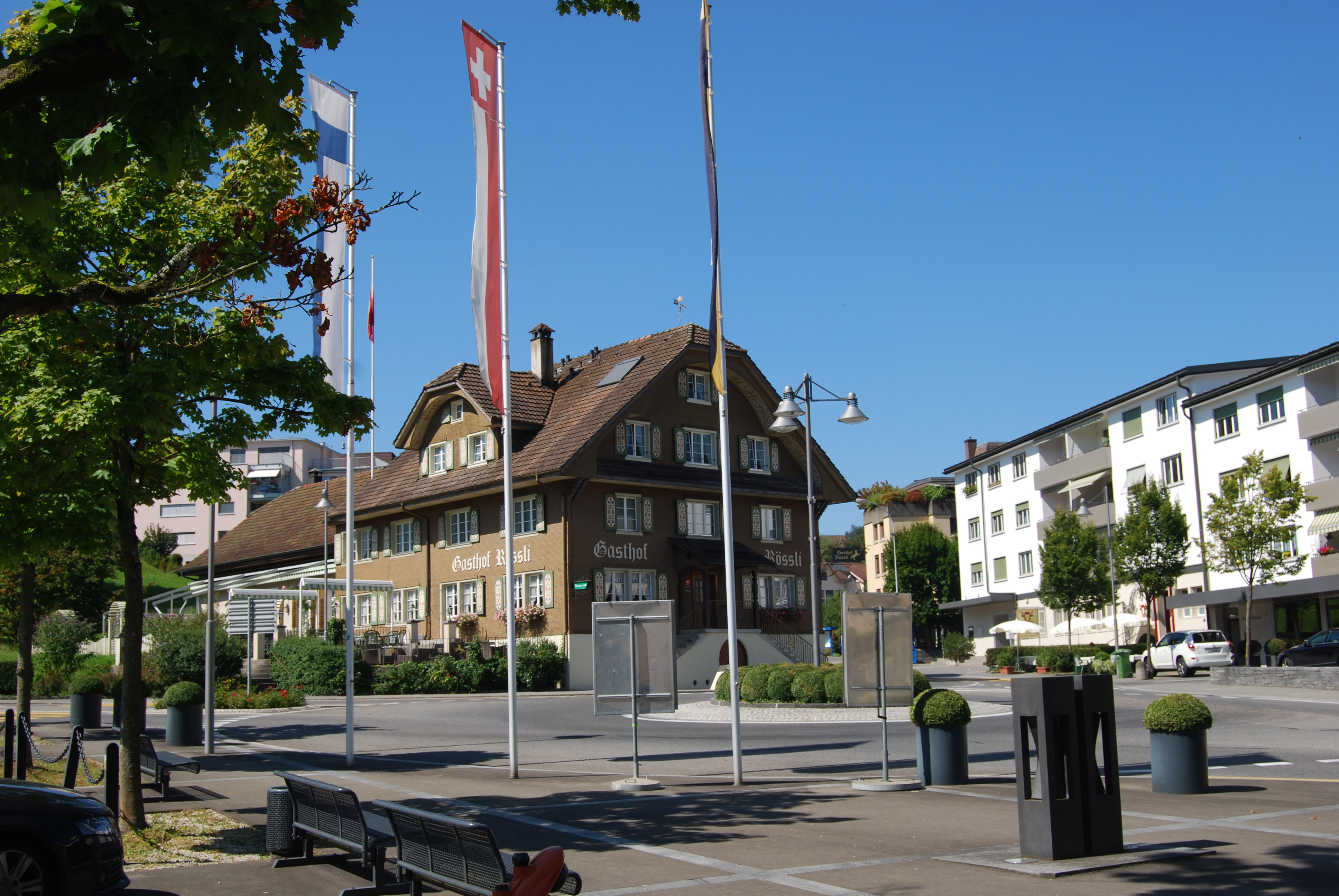
Adligenswil